# 小行星4596
小行星4596（英語：4596）是一颗围绕太阳公转的小行星。1981年8月28日，查爾斯·科瓦爾在帕洛马山发现了此天体。
这颗小行星的绝对星等为248.3832305006014等。